# Ярко Ниеминен
Ярко Ниеминен (на фински: Jarkko Nieminen) е финландски тенисист. 

## Биография
Ярко Ниеминен е роден на 23 юли 1981 г. в Маску, Финландия. Той е по-малкото от двете деца на Кауко и Лена Ниеминен. Родителите са пенсионирани химици, по-голямата му сестра се казва Анна Рика, работи като редактор в издателство.
На 11 юни 2005 г. Ниеминен се жени за Ану Векстрьом, финландска бадминтонистка и олимпийска участничка.
През ноември 2007 г. Ярко служи за кратко във финландската армия.

## Кариера
Ярко Ниеминен достига най-високото си класиране, като световен номер 13, постигнато през юли 2006 г., това е финландски рекорд. Той печели две титли на ATP на сингъл и пет на двойки. Най-добрите му представяния в турнири от Големия шлем са достигането до четвъртфинал на Откритото първенство на САЩ през 2005 г., Уимбълдън през 2006 г. и Откритото първенство на Австралия през 2008 г.
Статистически е най-добрият играч на Финландия до момента, и е първия и засега единствен финландски играч, който е печелил титла на ATP на сингъл и е достигал до четвъртфинал на турнир от Големия шлем на сингъл. Той е забележителен и с това, че печели най-краткия игран тенис мач от Мастърс тура в историята на Оупън ерата, побеждавайки Бърнард Томич само за 28 минути и 20 секунди в първия кръг на Маями Оупън през 2014 г.

## Кариерна статистика

### ATP финали (2 титли; 13 финала)
|        | П–З  | Година | Турнир                | Клас         | Настилка   | Опонент              | Резултат                |
| ------ | ---- | ------ | --------------------- | ------------ | ---------- | -------------------- | ----------------------- |
| Загуба | 0–1  | 2001   | Стокхолм Оупън        | Международни | Твърда (з) | Шенг Схалкен         | 6–3, 3–6, 3–6, 6–4, 3–6 |
| Загуба | 0–2  | 2002   | Португалия Оупън      | Международни | Клей       | Давид Налбандиян     | 4–6, 6–7(5–7)           |
| Загуба | 0–3  | 2002   | Валенсия Оупън        | Международни | Клей       | Гастон Гаудио        | 2–6, 3–6                |
| Загуба | 0–4  | 2003   | Баварски шампионат    | Международни | Клей       | Роджър Федерер       | 1–6, 4–6                |
| Победа | 1–4  | 2006   | Окланд Оупън          | Международни | Твърда     | Марио Анчич          | 6–2, 6–2                |
| Загуба | 1–5  | 2006   | Стокхолм Оупън        | Международни | Твърда (з) | Джеймс Блейк         | 4–6, 2–6                |
| Загуба | 1–6  | 2007   | Суис Индорс           | Международни | Твърда (з) | Роджър Федерер       | 3–6, 4–6                |
| Загуба | 1–7  | 2008   | Аделаида Интернешънъл | Международни | Твърда     | Микаел Льодра        | 3–6, 4–6                |
| Загуба | 1–8  | 2009   | Сидни Интернешънъл    | 250 серии    | Твърда     | Давид Налбандиян     | 3–6, 7–6(11–9), 2–6     |
| Загуба | 1–9  | 2010   | Тайланд Оупън         | 250 серии    | Твърда (з) | Гилермо Гарсия Лопес | 4–6, 6–3, 4–6           |
| Загуба | 1–10 | 2011   | Стокхолм Оупън        | 250 серии    | Твърда (з) | Гаел Монфис          | 5–7, 6–3, 2–6           |
| Победа | 2–10 | 2012   | Сидни Интернешънъл    | 250 серии    | Твърда     | Жулиен Бенето        | 6–2, 7–5                |
| Загуба | 2–11 | 2013   | Дюселдорф Оупън       | 250 серии    | Клей       | Хуан Монако          | 4–6, 3–6                |